# Mahibadhoo
Mahibadhoo är en ö i Ariatollen i Maldiverna. Den ligger i den västra delen av landet, 75 km sydväst om huvudstaden Malé. Den är centralort i den administrativa atollen Alif Dhaal. 